# Hans von Flotow
Johannes von Flotow detto Hans (Felsenhagen, 10 settembre 1862 – Berlino, 19 settembre 1935) è stato un diplomatico tedesco.

## Biografia
Nato da una nobile famiglia del Meclemburgo, frequentò il ginnasio di Wittstock - dove conobbe il futuro cancelliere Bernhard von Bülow, di cui divenne amico - studiò giurisprudenza presso le università di Heidelberg e di Berlino, dove si laureò nel 1886. Dopo aver completato la sua formazione militare come alto ufficiale del servizio civile prussiano e aver lavorato brevemente presso il Ministero delle finanze prussiano, entrò a far parte del servizio diplomatico il 24 agosto 1892. Dopo un breve incarico ministeriale, fu segretario di legazione a Washington (1893-1895), Dresda (1895-1898) e L'Aia (1898-1900), poi segretario di ambasciata nella Città del Vaticano (1900-1904), consigliere a Parigi (1904-1907) e capo dello personale dell'Ufficio Affari Esteri di Berlino (1907-1910).
Nel gennaio del 1910 divenne il successore di Nicola di Wallwitz, ambasciatore in Belgio, nazione nella quale rimase fino alla sostituzione con Claus von Below-Saleske nel 1913. Nel settembre del 1910 sposò la contessa Marie Schachowsky, donna russa vedova del generale von Keller, ma il loro matrimonio si rivelò infelice e i due divorziano nel 1916; nelle sue memorie, pubblicate postume nel 1930, von Bülow scrisse che von Flotow era omosessuale. Durante le crisi marocchine fu tra i consiglieri diplomatici del Kaiser Guglielmo II e, in riconoscimento del lavoro compiuto in queste occasioni, ricevette la Gran Croce della Legion d'onore.
Il 15 febbraio 1913, dopo le dimissioni per motivi di salute di Martin Rücker von Jenisch, von Flotow fu nominato ambasciatore tedesco in Italia grazie al nuovo ministro degli Esteri Gottlieb von Jagow. Durante la crisi di luglio del 1914 previde le scelte del regno d'Italia. Occupò tale posizione fino alla rottura delle relazioni diplomatiche tra i due Paesi, che avvenne il 23 maggio 1915, giorno dell'entrata in guerra dell'Italia al fianco della Triplice intesa nella prima guerra mondiale; in realtà, però, già dal 18 dicembre 1914 era stato sostanzialmente scavalcato dall'amico von Bülow, il quale aveva avviato una delicata missione diplomatica volta a mantenere la neutralità italiana nel conflitto.
Malato e stanco, una volta concluso l'incarico in Italia von Flotow si trasferì nella sua tenuta di Altenhof nel granducato di Meclemburgo-Schwerin ritirandosi a vita privata, sebbene rimanesse un diplomatico temporaneo fino al suo completo pensionamento, avvenuto il 1º gennaio 1928. Nel 1931 scrisse un saggio su von Bülow, a cui imputò alcuni errori diplomatici senza però rispondere alle accuse di omosessualità. Visse gli ultimi anni della sua vita accudito da una nipote, che in seguito adottò come figlia e che in virtù di ciò venne proclamata, alla sua morte, unica erede del suo patrimonio.